# Barkal
Barkal è un sottodistretto (upazila) del Bangladesh situato nel distretto di Rangamati, divisione di Chittagong. Si estende su una superficie di 760,88 km² e conta una popolazione di 28.839 abitanti (dato censimento 1991).